# Museo de la Asociación Paleontológica Bariloche
El Museo de la Asociación Paleontológica Bariloche es una institución no gubernamental sin fines de lucro (ONG) creada en 1977 en la ciudad argentina de San Carlos de Bariloche para preservar y difundir el patrimonio paleontológico local y provincial. Fue declarada de Interés Municipal en varias ocasiones y declarado de Interés Científico, Cultural, Educativo y Patrimonial por la Provincia de Río Negro

## Historia
La Asociación Paleontológica Bariloche (APB), integrada por aficionados a la paleontología, científicos paleontólogos y profesionales de otras ramas de las ciencias biológicas, fue fundada el 29 de abril de 1977 sobre la base del Centro Cultural Ñireco con el fin de preservar el patrimonio fosilífero de la región.
Obtuvo personería jurídica en 1986. 
En 1987 el Municipio de San Carlos de Bariloche le cedió en préstamo para su uso como sede el edificio conocido como "El Refugio de las Artes", en Puerto San Carlos. En 1990 la intendencia del Parque Nacional Nahuel Huapi le cedió en comodato un terreno sobre la costa del Lago Nahuel Huapi, en la entrada a la ciudad de San Carlos de Bariloche, y en un galpón, antigua caballeriza, se instaló el museo de la APB, abriendo sus puertas el 3 de mayo de 1995.
El 4 de marzo de 2010 fue «declarada de interés municipal la trayectoria del Museo Paleontológico de la Asociación Paleontológica Bariloche».
En marzo de 2016 el Museo fue declarado de «interés científico, cultural, educativo y patrimonial en su calidad de responsable de preservar y difundir la riqueza del patrimonio paleontológico local, regional y provincial con fines educativos y científicos».

## Museo de Paleontología

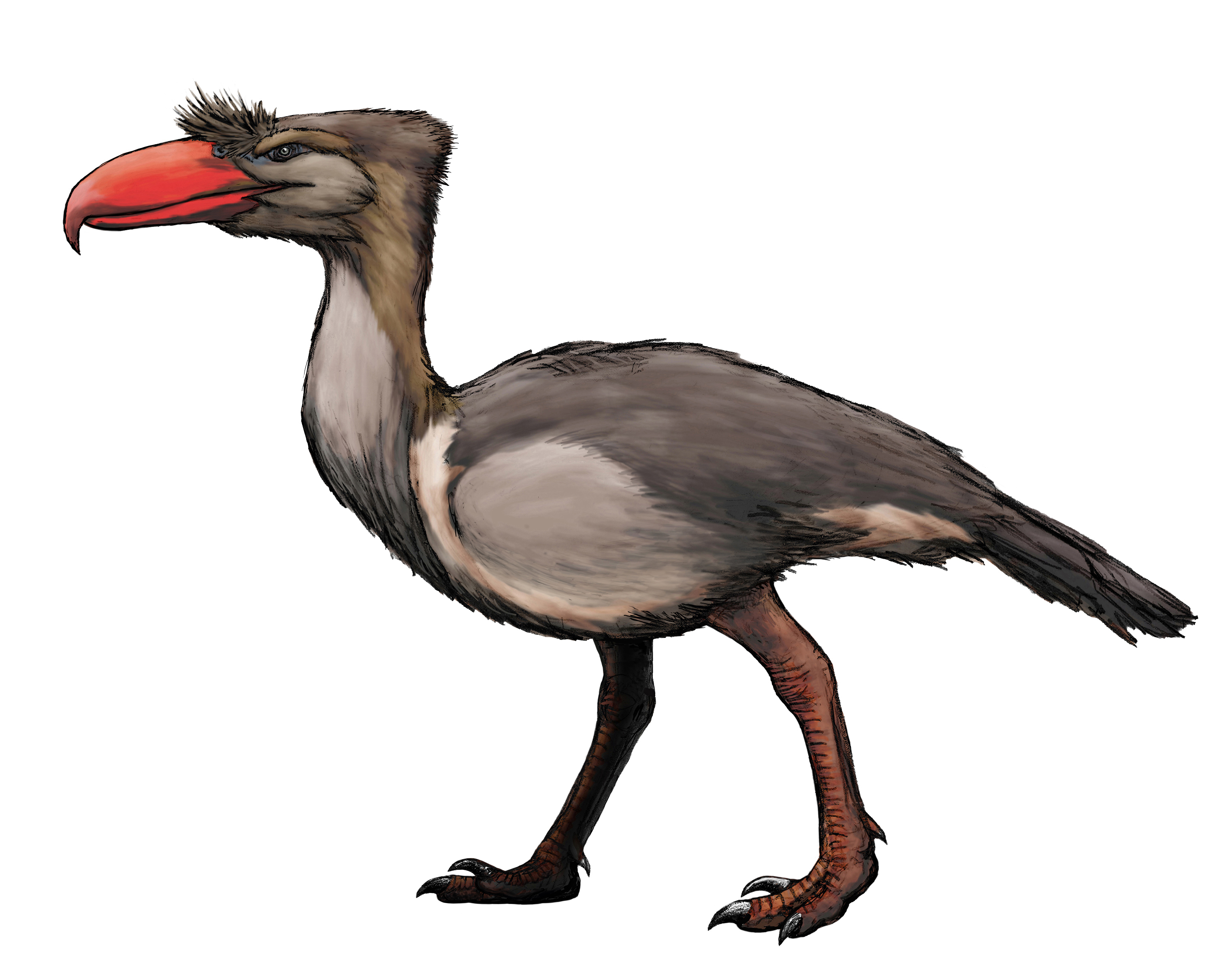
Kelenken guillermoi.

El Museo de Paleontología de Bariloche, especializado en exhibir materiales fósiles de la región y de la provincia de Río Negro, funciona regularmente de lunes a sábados en horario vespertino. La colección de fósiles del Museo supera los 5000 especímenes, de hasta 300 millones de años de antigüedad.
Uno de esos ejemplares es el ictiosaurio del cerro Lotena.
Se destacan también sus colecciones datadas en el Terciario originadas en los yacimientos del Gran Bajo del Gualicho (moluscos y tiburones), Ñirihuau (insectos y hojas) y Ventana (moluscos). Una de las piezas más notables es el cráneo de un Phorusrhacidae, Kelenken guillermoi (Bertelli et al, 2007), del Mioceno (yacimiento Comallo), considerado por los especialistas el cráneo de ave más grande conocido.

## Biblioteca digital
Desde 2018, la Asociación Paleontológica de Bariloche posee una Biblioteca Digital, con bibliografía y otro material en formato electrónico accesible por internet.

## Programas de extensión
La Asociación ofrece charlas y visitas guiadas en el Museo y organiza eventos de museo abierto, con charlas sobre fósiles de la región numerosas veces al año, con entrada libre y gratuita para turistas y público en general. Asimismo realiza charlas de divulgación en instituciones educativas de distintas localidades de la provincia.

## Desarrollo científico
La APB mantiene una estrecha relación con investigadores en la rama de la paleontología, realizando convenios con varias Universidades Nacionales (Centro Regional Bariloche de la Universidad Nacional del Comahue) e Internacionales así como con Institutos de Investigación Superior para el estudio de los materiales fósiles de la región así como su difusión y resguardo, y con el Museo de Ciencias Naturales Bernardino Rivadavia de la ciudad de Buenos Aires.